# Joseph Wenzel de Liechtenstein
Le prince Joseph Wenzel de Liechtenstein, comte de Rietberg, né le 24 mai 1995 à Londres, est le fils aîné du prince héréditaire Alois de Liechtenstein et Sophie de Bavière et, après son père, l'héritier de la principauté de Liechtenstein.

## Biographie
Joseph Wenzel, habituellement appelé « Wenzel », est l'aîné d'une fratrie de quatre enfants portant la qualification d'Altesse Sérénissime :
- le prince Joseph Wenzel Maximilian Maria (né à Londres le 24 mai 1995[2]) ;
- la princesse Marie Caroline Elisabeth Immaculata (née à Grabs le 17 octobre 1996[2]) ;
- le prince Georg Antonius Constantin Maria (né à Grabs le 20 avril 1999) ;
- le prince Nikolaus Sebastian Alexander Maria (né à Grabs le 6 décembre 2000).

Il est également, après sa mère, l'héritier des droits des Stuart au trône d'Angleterre et d'Écosse. De par les droits ancestraux que porte sa mère et la couronne de facto que porte son père, le jour où le prince sera intronisé souverain du Liechtenstein, ce sera la première fois depuis la mort du duc François V de Modène en 1875 qu'un héritier jacobite au trône d'Angleterre sera en même temps le chef d'un autre État. L'union de ces héritages unifiera in theoria les couronnes du Royaume-Uni et du Liechtenstein, aux yeux des jacobites. À ce jour, le prince n'a pas exprimé l'intention de raviver le mouvement jacobite, ni de tenter de déchoir l'actuel monarque britannique, le roi Charles III,.
Il effectue ses études secondaires au Malvern College à Malvern (Worcestershire) où il obtient son baccalauréat en 2014. Il prend ensuite une année sabbatique où il voyage et travaille aux États-Unis et en Afrique du Sud. Puis, comme son père, il étudie à l'Académie royale militaire de Sandhurst dont il sort diplômé en 2017. Progressivement, à l'instar de ses oncles et de son père, le prince est associé à la gestion du patrimoine familial, sujet qui l'intéresse selon son père.